# Tore Nordenskjöld
Tore Nordenskjöld, född 24 mars 1911 i Stockholm, död 10 januari 1981, var en svensk ingenjör och företagsledare.

## Biografi
Nordenskjöld utexaminerades från Kungliga Tekniska högskolan 1935, var anställd vid AB Astra i Södertälje 1935–1939, var överingenjör i Mazetti-koncernen 1940–1951, verkställande direktör för P O Stokkebyes Kvarn AB i Göteborg 1952–1953, vice verkställande direktör för Margarinbolaget AB i Stockholm 1953–1957, direktör för AB Rörstrands porslinsfabrik i Lidköping 1957–1958 och verkställande direktör för Mazetti AB i Malmö 1958–1975.
Nordenskjöld var ordförande i Sveriges kemiska industrikontors sektionsstyrelse för livsmedelsindustri från 1960, Skånska Ingenjörsklubben 1952 (sekreterare 1943–1950, vice ordförande 1951), Svenska säljledaregruppens Stockholmsavdelning 1955–1957, styrelseledamot i Skånemässan från 1960 (vice ordförande från 1974), ledamot av Skånes handelskammare och dess fullmäktige från 1961, arbetsutskottet sedan 1975, styrelseledamot AB Milkfood 1959–1975, Mazetti AB 1959–1975, AB Svenska Karl Fazer 1975–1976 och AS Pelmaz i Oslo 1961–1971.
Han var styrelseledamot i Sveriges chokladfabriksförening från 1966, Sveriges industriförbund 1966–1970 och från 1974, Sveriges annonsörers förening 1963–1969, AB Cardo från 1969, Svensk näringsforskning 1973–1977, ordförande i Dagligvaruleverantörers förbund DLF från 1969, Malmö köpmannaförening från 1972, vice styrelseordförande i Sveriges kemiska industrikontor från 1974 och Hans Ströbeck AB från 1974. Han var Finlands generalkonsul i Malmö från 1970. Nordenskjöld är begravd på Östra kyrkogården i Malmö.